# Eric Brunner
Eric Brunner (* 1. Dezember 1998) ist ein US-amerikanischer Cyclocrossfahrer.

## Sportlicher Werdegang
Brunner gewann im Nachwuchsbereich (Junioren/U23) von 2015 bis 2019 mehrfach Medaillen bei den Panamerika-Meisterschaften im Cyclocross, während er Betriebswirtschaft an der University of Colorado Boulder studierte. In der Sommersaison war er im Straßenradsport hauptsächlich in nordamerikanischen Kriterien aktiv.
In der Elite konnte Brunner von 2021 bis 2024 zwei Dutzend Rennen des UCI-Kalenders gewinnen, allesamt in den Vereinigten Staaten; unter anderem gewann er viermal in Folge die Panamerika-Meisterschaften (2021–2024), dazu wurde er zweimal US-Meister (2021, 2023). Im UCI-Cyclocross-Weltcup war er bislang einmal unter den besten Zehn, dies mit einem vierten Platz in Fayetteville 2022.
Neben Cyclocross- und Straßenrennen fuhr Brunner gelegentlich auch Cross-Country-MTB, wobei er 2022 Dritter der US-Meisterschaften war. In diesem Bereich gab er die Teilnahme an den Olympischen Spielen 2028 als Ziel aus.

## Erfolge
2015/2016
 Panamerika-Meisterschaften (Junioren)
2017/2018
 Panamerika-Meisterschaften (U23)
2018/2019
 Panamerika-Meisterschaften (U23)
2019/2020
 Panamerika-Meisterschaften (U23)
 US-Meister (U23)
2021/2022
 Panamerika-Meister
 US-Meister
2022/2023
 Panamerika-Meister
2023/2024
 Panamerika-Meister
 US-Meister
2024/2025
 Panamerika-Meister